# Печёнкин, Ефим Никифорович
Ефим Никифорович Печёнкин (18 июня 1917, Пименовка, Тобольская губерния — 25 января 1945, Пташковице, Вартеланд) — старшина Рабоче-крестьянской Красной Армии, участник Великой Отечественной войны, Герой Советского Союза (1945).

## Биография
Ефим Никифорович Печёнкин родился 18 июня 1917 года в крестьянской семье в селе Пименовка Чесноковской волости Курганского уезда Тобольской губернии, ныне село входит в Кетовский муниципальный округ Курганской области. Русский.
После окончания четырёх классов Пименовской начальной школы два года учился в Введенской семилетней школе. Затем жил в городе Кургане у старшего брата, занимался на рабфаке.
5 августа 1938 года был призван Курганским РВК на службу в Рабоче-крестьянскую Красную Армию и направлен на Дальний Восток. Здесь он окончил полковую школу артиллерийских наводчиков, был отличником боевой и политической подготовки.
С 15 февраля 1943 года 362-й артиллерийский полк, где командиром орудия служил старшина Е. Печёнкин, был переброшен на Центральный фронт и в составе 106-й стрелковой дивизии принимал участие в боях на Курской дуге.
С 1943 года член ВКП(б).
К январю 1945 года командовал орудием 6-й батареи 2-го дивизиона 362-го артиллерийского полка 106-й стрелковой дивизии 3-й гвардейской армии 1-го Украинского фронта. Дивизия, имея задачу перейти польско-германскую границу, продолжала преследовать отходящего противника, уничтожая группы прикрытия. 23 января 1945 года передовые батальоны дивизии форсировали Варту в районе Хойне (пол. Chojne).
25 января (данные Именного списка безвозвратных потерь личного состава) или 26 января (данные Наградного листа) 1945 года на батарею напала численно превосходящая группа немцев, численностью до 900 человек в районе деревни Пташковице (пол. Ptaszkowice) района Ширац (нем. Landkreis Schieratz) административного округа Лицманштадт рейхсгау Вартеланд, ныне деревня входит в гмину Заполице Здуньсковольского повята Лодзинского воеводства Республики Польша. Батарея приняла неравный бой. Когда у артиллеристов закончились снаряды, Печёнкин с товарищами продолжал сражаться стрелковым оружием и гранатами. В ходе боя батарея уничтожила до батальона пехоты противника, 5 миномётов, 12 повозок с грузами. В том бою он погиб. Похоронен на месте боя, в братской могиле, расположенной восточнее на 300 метров от деревни, около дороги.
Впоследствии перезахоронен на воинском кладбище в городе Пабянице Пабяницкого повета Лодзинского воеводства Республики Польша в числе 94 неизвестных.
Указом Президиума Верховного Совета СССР от 27 июня 1945 года старшина Ефим Никифорович Печёнкин посмертно был удостоен звания Героя Советского Союза.

## Награды
- Герой Советского Союза, 27 июня 1945 года[4][5][6]
  - Орден Ленина
  - Медаль «Золотая Звезда»
- Орден Красной Звезды, 11 января 1944 года[7]
- Медаль «За отвагу», 5 ноября 1943 года[8][9]

## Память
- Улица Печёнкина в селе Пименовка Кетовского муниципального округа Курганской области
- На обелиске, установленном в селе Пименовка 109 землякам-воинам, погибшим в годы Великой Отечественной войны, первым начертано имя Героя Советского Союза Ефима Никифоровича Печёнкина — 55°20′39″ с. ш. 64°55′19″ в. д.HGЯO
- МКОУ «Пименовская средняя школа имени Героя Советского Союза Ефима Никифоровича Печёнкина», имя присвоено в 2008 году, Пименовка, Школьный переулок, 11.
- Мемориальные доски:
  - На здании МКОУ «Введенская средняя общеобразовательная школа № 1 имени Огненного выпуска 1941 года», где учился Герой, установлена 25 января 1995 года, Курганская область, Кетовский муниципальный округ, село Введенское, ул. Ленина, 40 — 55°28′24″ с. ш. 65°05′00″ в. д.HGЯO
  - На здании МКОУ «Пименовская средняя общеобразовательная школа имени Героя Советского Союза Печенкина Е. Н.», где учился Герой, установлена 1 сентября 2008 года — 55°20′36″ с. ш. 64°55′17″ в. д.HGЯO[10]

## Семья
Отец Никифор Печёнкин, мать Мария Фёдоровна.